# جنینگز (کانزاس)
جنینگز (به انگلیسی: Jennings) شهری در ایالت کانزاس کشور ایالات متحده آمریکا است که جمعیت آن در سرشماری سال ۲۰۱۰ میلادی، ۹۶ نفر بوده‌است.